# Place des Insurgés-de-Varsovie (Varsovie)
Pour les articles homonymes, voir Place des Insurgés-de-Varsovie et Place Napoléon.
La place des Insurgés-de-Varsovie (polonais : Plac Powstańców Warszawy), anciennement place Napoléon (Plac Napoleona), est une place située dans l'arrondissement de Śródmieście (Centre-ville) à Varsovie.
Le 5 mai 2011, un Monument Napoléon Bonaparte est érigé, commérant ainsi le 190e anniversaire de la mort de Napoléon Ier.

## Liens externes

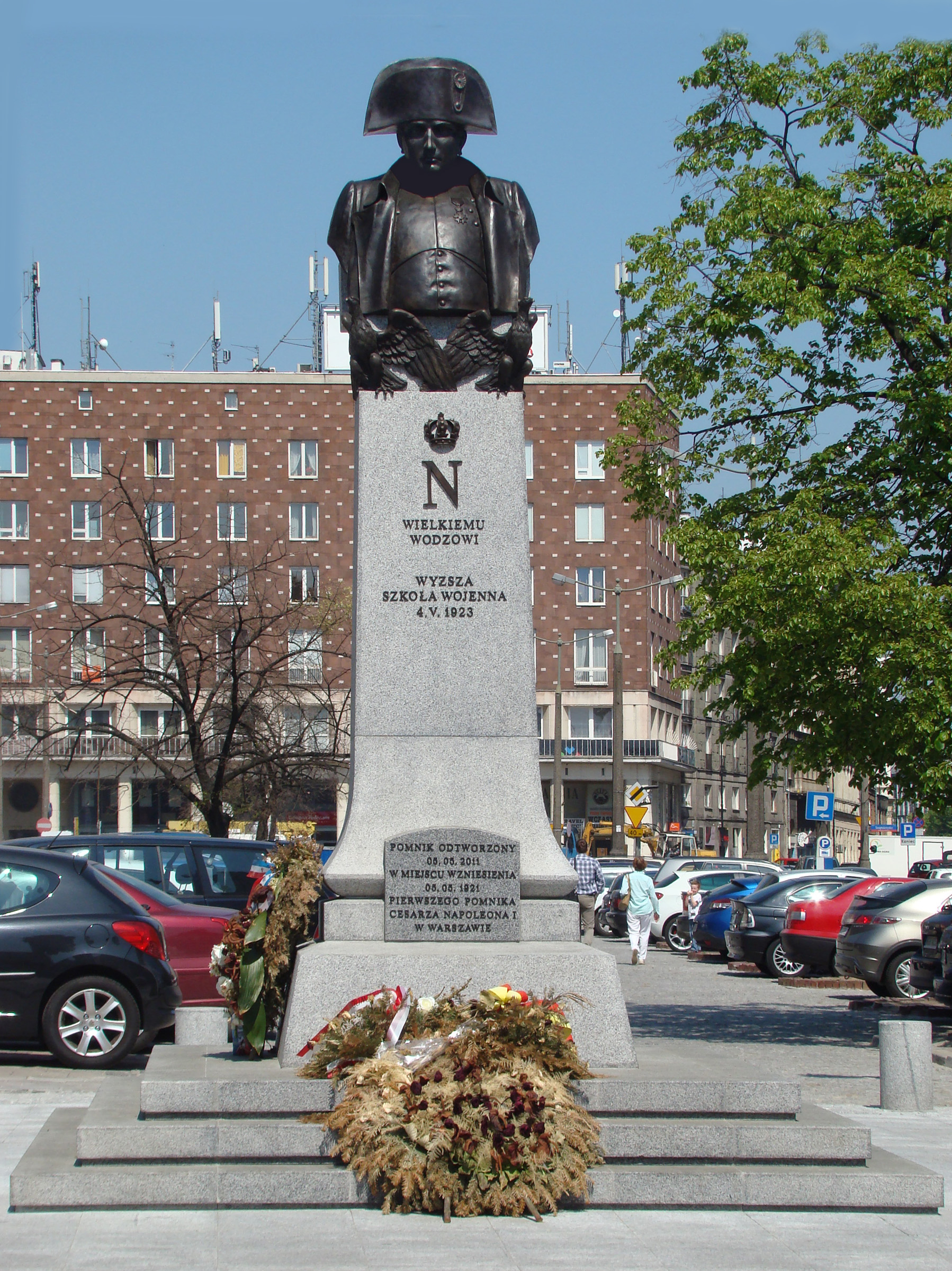
Monument Napoléon Bonaparte.